# 4,4'-Diacetamidodiphenylether
4,4'-Diacetamidodiphenylether ist eine chemische Verbindung aus der Gruppe der Diphenylether und der Anilide.

## Gewinnung und Darstellung
4,4'-Diacetamidodiphenylether kann durch Reaktion von 4,4'-Diaminodiphenylether mit Acetanhydrid in Eisessig hergestellt werden.

## Eigenschaften
4,4'-Diacetamidodiphenylether ist ein weißer Feststoff, der schwer löslich in DMSO und Methanol ist. Die Verbindung kann als Verunreinigung in Paracetamol nachgewiesen werden.

## Verwendung
4,4'-Diacetamidodiphenylether ist ein chemisches Reagenz, das bei der Synthese lichtempfindlicher Polymerverbindungen und bei optischen Anwendungen eingesetzt wird. Es wird auch bei der Herstellung von Benzimidazol-Derivaten verwendet, die durch Apoptose Anti-Tumor-Aktivität zeigen.